# تحلیل گفتمان پساساختارگرایانه فمینیستی
تحلیل گفتمان پساساختارگرایانه فمینیستی یا FPDA (انگلیسی: Feminist post-structuralist discourse analysis) روشی برای تحلیل گفتمان است که بر اساس نظریه‌های کریس ویدون در مورد پساساختارگرایی فمینیستی است و به‌عنوان روشی برای تحلیل توسط جودیت باکستردر سال ۲۰۰۳ توسعه یافته است. FPDA مبتنی بر ترکیبی از فمینیسم و پساساختارگرایی است. ساختارگرایی درحالی‌که هنوز به عنوان یک روش در حال تکامل است، تحلیل گفتمان پساساختارگرایانه فمینیستی توسط طیف وسیعی از محققان بین‌المللی جنسیت و زبان برای تجزیه و تحلیل متون استفاده شده است: گفتمان کلاس درس (کاستاندا-پنا، ۲۰۰۸؛ ساونسون، ۲۰۱۲)، گفتگوی دختران نوجوان (کامادا، ۲۰۰۸؛ ۲۰۱۰)، و بازنمایی‌های رسانه‌ای جنسیت (بیکر، ۲۰۱۳). FPDA رویکردی برای تحلیل گفتمان تعامل گفتاری اصولی است.
بخش پساساختارگرای FPDA زبان را به‌عنوان یک عمل اجتماعی در نظر می‌گیرد و معتقد است که هویت و روابط افراد از طریق تعامل گفتاری «اجرا» می‌شود. بر اساس تعریف میشل فوکو (۱۹۷۲: ۴۹)، FPDA شیوه‌هایی را تحلیل می‌کند که در آن سخنرانان توسط «گفتمان‌های» متفاوت و اغلب رقیب «جایگاه» می‌یابند و به‌عنوان «عملکردهایی که به‌طور منسجم اشیایی را که موضوع صحبت هستند، شکل می‌دهند». بر این اساس، سخنرانان در حین صحبت و تعامل دائماً بین «موقعیت‌های موضوعی» قدرتمند و ناتوان حرکت می‌کنند. FPDA به‌جای دیدگاه تحلیل گفتمان انتقادی تحت‌تأثیر یک دیدگاه پساساختارگرایانه است: یعنی به‌واسطه این روش، با این دیدگاه آگاه می‌شویم که هیچ سخن‌ران کاملاً قربانی و ناتوان یا کاملاً مسلط و قدرتمند نیست. در عوض، سخن‌رانان به‌طور مداوم موقعیت موضوع خود را بر اساس تعامل گفتمان‌ها در زمینه‌های خاص تغییر می‌دهند. بخش فمینیستی FPDA تفاوت جنسیتی را به‌عنوان یک گفتمان غالب در میان گفتمان‌های رقیب در هنگام تحلیل انواع متن می‌داند. به گفته باکستر (۲۰۰۳)، FPDA یک برنامه «رهایی‌بخش» برای زنان ندارد، بلکه یک برنامه «متحول‌کننده» دارد. این بدان معناست که هدف آن بازنمایی صداهای زنانی است که از آن‌جایی که FPDA معتقد است که این صداها از لحاظ تاریخی در بسیاری از فرهنگ‌ها وجود نداشته است، «خاموش» یا به حاشیه رانده شده‌اند. برای مثال، کامادا (۲۰۰۸؛ ۲۰۰۸ و ۲۰۱۰) از FPDA استفاده می‌کند تا نشان دهد چگونه یک گروه دوستی دختران نیمه‌ژاپنی، که از نظر فرهنگ به‌عنوان «اقلیت» شناخته می‌شوند، از گفتمان‌های رقابتی برای مذاکره با نسخه‌های مفیدتر خود استفاده می‌کنند؛ مانند هویت‌های قومی و جنسیتی ترکیبی.